# Iglesia de los Santos Felipe y Santiago (Sękowa)
La Iglesia de los Santos Felipe y Santiago en Sękowa - una iglesia  gótica de madera situada en el pueblo de Sękowa del siglo XV, que junto con diferentes iglesias es designada  por la UNESCO como parte de las Iglesias de la Pequeña Polonia. Debido a su historia y su arquitectura única la iglesia es frecuentemente llamada la Perla de los Beskid Niski (Perła Beskidu Niskiego).

## Historia
Es una iglesia de madera que está compuesta por una  nave, un coro de tres lados y construida sobre cimientos de grava. Las paredes de la iglesia, que son de larix están cubiertas con tejas de madera. El estrecho coro y la amplia nave están cubiertos por un techo empinado. La iglesia fue ampliada en el siglo XVII  ya que se llevó a cabo la construcción de la torre con estructura de columnas rematada con una cúpula y accesible desde el suelo, con soboty  o rebajes de madera sostenido por pilares; el lado de la iglesia tiene un pequeño campanario, con una linterna. En 1819 se reconstruyó la sacristía y el matroneo, antes de 1888, cubiertos por una policromía neogótica. El interior de la nave está cubierto con losas planas, que cambian de forma, con una ventana rectangular en el arco, con un crucifijo de madera del siglo XVI.
El interior de la iglesia es pobre ya que la iglesia fue dañada durante los años 1914-1915 de la Primera Guerra Mundial, en la Ofensiva de Gorlice-Tarnów ya que el material de madera se usó para las trincheras y para la leña. Después de la Primera Guerra Mundial, la iglesia fue reconstruida en 1918, y en la segunda mitad del siglo XX.